# Bauhaus (budova)

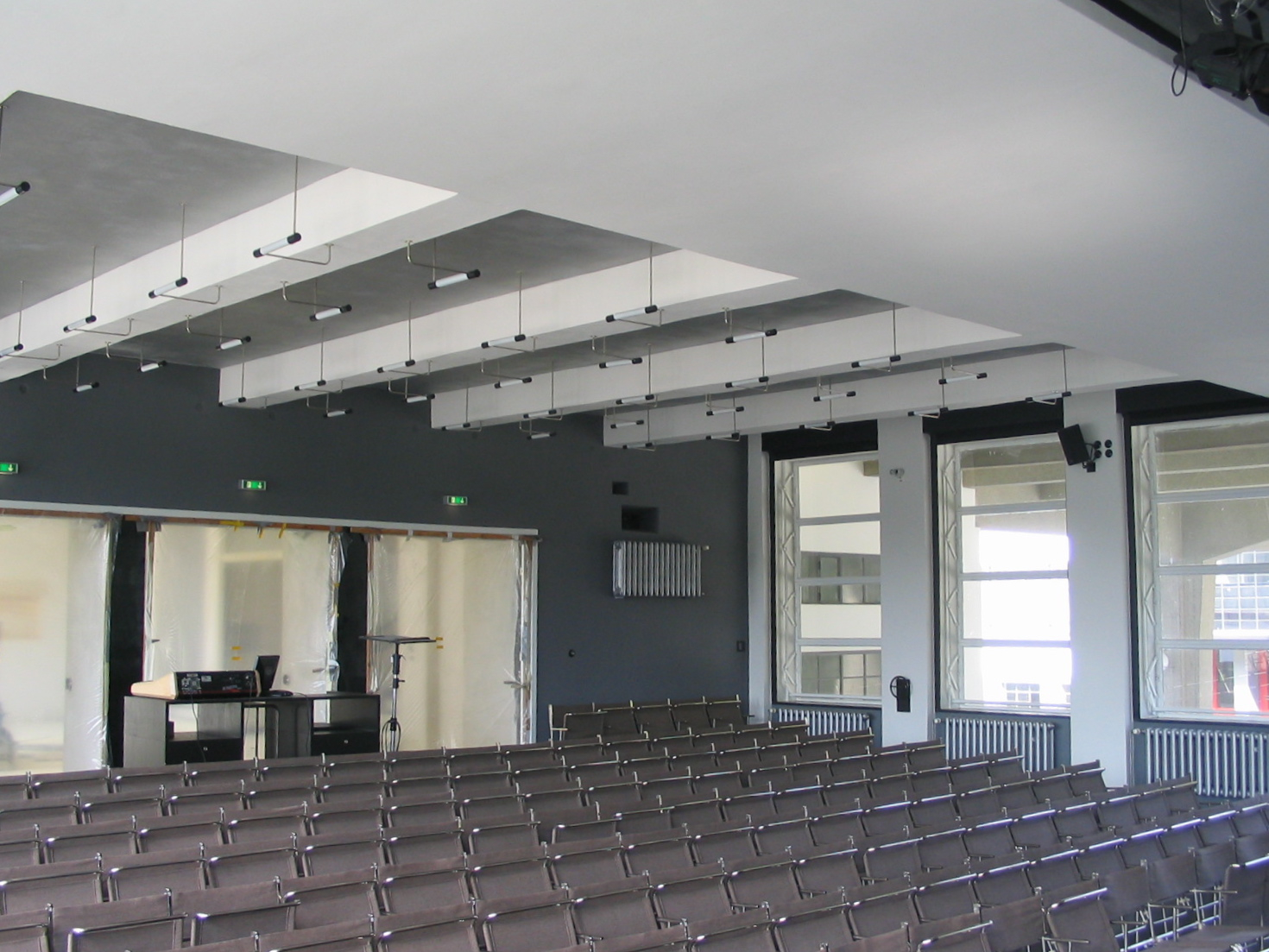
Bauhaus Desava

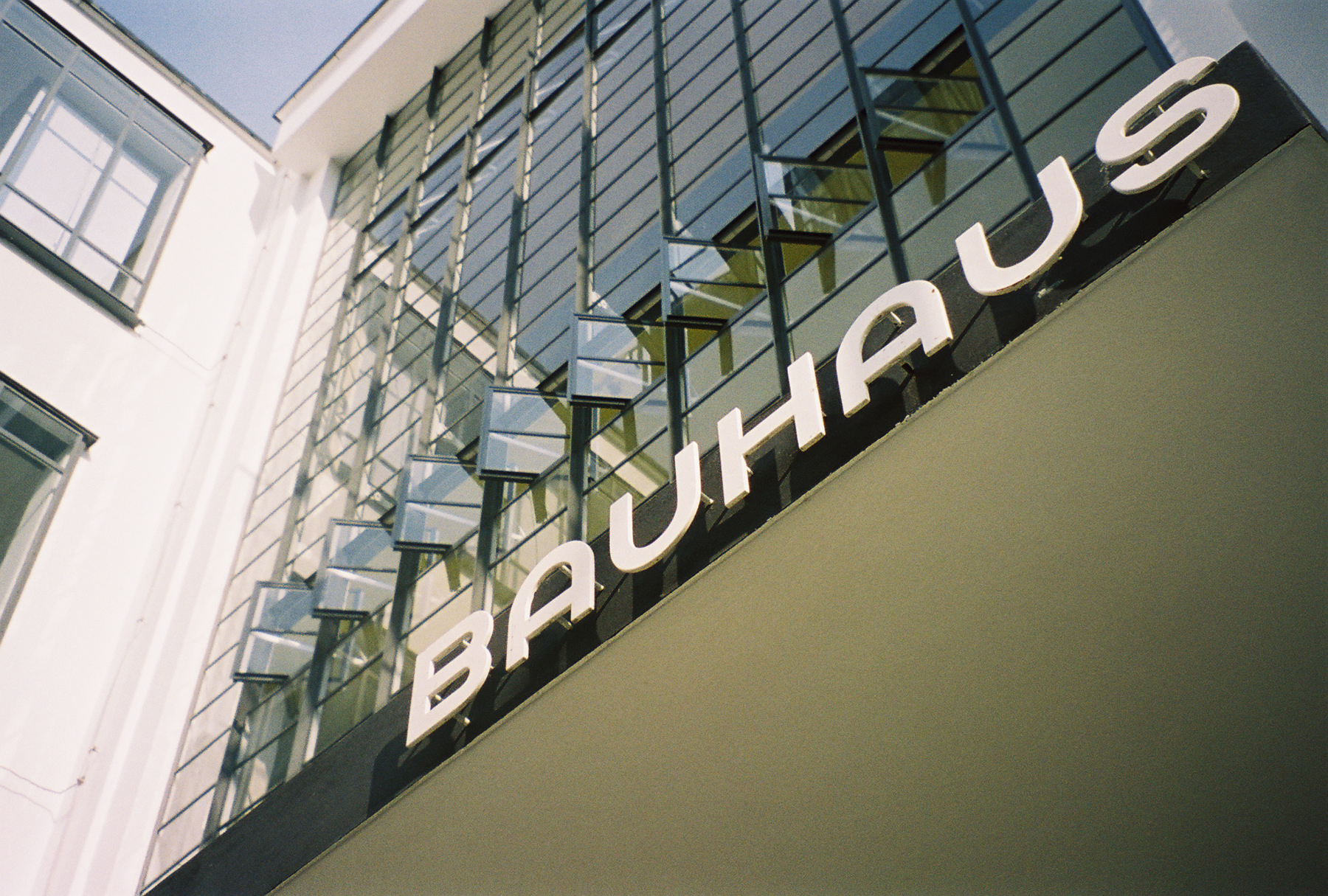
Typografie od Herberta Bayera nad vchodem do budovy Bauhausu v Desavě

Bauhaus je stavba z let 1925/26, kterou navrhl architekt Walter Gropius pro výtvarnou školu Bauhaus v Dessau. Tato budova byla postavena u příležitosti stahování se Bauhausu z Výmaru do Dessau kvůli politickým neshodám. Vstřícný přístup města Dessau umožňoval vytvořit jedinečný školní koncept ateliérů, dílen, internátů a domů učitelů. Podobně jako motto Bauhausu ‒ spojit architekturu, umění, design a řemeslo v jeden celek ‒ tak působí i tato budova, kterou lze chápat jako manifest funkcionalismu. Od roku 1996 je budova zapsána v seznamu světového dědictví UNESCO společně s dalšími stavbami Bauhausu ve Výmaru, Desavě a Bernau bei Berlin.

## Koncept
Walter Gropius důsledně oddělil části budovy Bauhausu a navrhl je podle jejich funkce. Hmota budovy je rozčleněna do tří křídel zalomených do tvaru L, který spolu se zelení vytváří jedinečný urbanistický koncept. Škola a dílny jsou spojeny přes dvoupodlažní probíhající most, který se táhne přes přístupovou cestu z Dessau. Na budově jsou uplatněny velkorysé zasklené fasády použité k prosvětlení učeben a dílen v kombinaci s bílými omítkami přecházejícími do bílo-černo-šedé palety funkcionalismu. Do kompozice jsou vkládány syté červené a žluté plochy typické pro školu Bauhausu. V budově spolu ladí všechny prvky - osvětlení, mobiliář, výtvarné umění.

## Dispozice
Základní strukturou Bauhausu je jasně a důkladně zvážit venkovní systém spojující křídla, která odpovídají za vnitřní provozní systém školy. Administrativa byla umístěna na prvním podlaží mostu a v horním podlaží byl kabinet dvou architektů Waltra Gropiuse a Adolfa Meyera, který byl vzhledem ke své poloze přirovnáván k lodnímu můstku kapitána. Ubytování a školní budovy jsou propojeny přes křídla, kde se mezi stupni nachází montážní hala a jídelna.

## Konstrukce
Na budově je použit nový technologický a konstrukční systém tehdejší doby a to železobetonový skelet s hřibovými stropy kombinovaný se zdivem na jednotlivých podlažích, a pochozí střechou tvořenou asfaltovými dlaždicemi. Jednou z nejlepších vlastností skeletové konstrukce u této budovy bylo zrušení funkce nosné a dělicí stěny. Tímto systémem se dosáhlo toho, že váha konstrukce se přenesla do železobetonových ramen a zdivo se stalo výplňovým materiálem mezi deskami a sloupy. Systematická vylepšení ve skeletové konstrukci vedla k vytvoření subtilnější konstrukce a prosvětlení fasády zasklenými konstrukcemi.

## Ekonomika stavby
Budova má celkem 42445 metrů krychlových a její celkové náklady činily 905 500 marek. Tato budova byla postavena za pomoci učitelů a studentů Bauhausu, přičemž mohla být vnímána jako ideální prostředek výchovy.